# چاه نیمه‌عمیق
چاه نیمه‌عمیق به چاه‌هایی گفته می‌شود که عمق آن‌ها حداکثر ۳۰ تا ۳۵ متر است. از آنجا که چاه‌های نیمه‌عمیق با دست و به واسطهٔ نیروی انسانی حفر می‌شوند در ردهٔ چاه‌های دستی قرار می‌گیرند. به گفتهٔ برخی چاه نیمه‌عمیق چاهیست که تا رسیدن به اولین سفرهٔ آب زیرزمینی حفر شده است. گروهی نیز بر این باورند که تا زمانی که کیفیت آب در زیر زمین تغییر نکند، چاهی که حفر شده یک چاه نیمه‌عمیق است. اما به‌طور کلی چنین به نظر می‌رسد که هرگاه چاهی تا رسیدن به اولین سفرهٔ آب زیرزمینی حفر شود، در صورتی که عمق آن بیشتر از ٨۰ متر نباشد، یک چاه عمیق به حساب می‌آید.

## کارکرد
برای استخراج آب از داخل چاه نیمه‌عمیق، می‌توان از دلو متصل به طناب استفاده کرد. همچنین با استفاده از دینام و پمپ‌های برقی و دیزلی می‌توان آب را از چاه‌های نیمه‌عمیق به محل مورد نظر انتقال داد.

## کاربرد
از چاه‌های نیمه‌عمیق می‌توان برای مصارف خانگی، پر کردن استخر شنا، آبیاری مزارع، باغ، بوستان‌های معمولی و گلخانه‌ها و نیز استفاده در دامپروری‌ها و موارد مشابه بهره جست.

## شرب
آب چاه‌های نیمه‌عمیق اگر چه قابل شرب است، اما به دلیل بالا بودن عناصری چون نیترات و کادمیم در منابع زیرزمینی، پزشکان مصرف آن را توصیه نمی‌کنند و مصرف مکرر آب چاه را خطری برای سلامت انسان و حتی احتمال ابتلا به بیماری سرطان می‌دانند.
بر اساس آمارهای منتشر شده، بیش از ۳۰ درصد از چاه‌های کشور غیرمجاز هستند. این چاه‌ها سالانه میلیاردها مترمکعب از منابع آب زیرزمینی را هدر می‌دهند و تهدیدی جدی برای محیط زیست محسوب می‌شوند.